# Liste der Schiffe für amphibische Kriegsführung der United States Navy
Die Liste umfasst alle Schiffe für amphibische Kriegsführung der United States Navy. Darunter fallen amphibische Angriffsschiffe, Docklandungsschiffe und Amphibious Transport Docks (Landungsschiffe).

## Aktiv

### America-Klasse
| Nach Rumpfnummer                            | Nach Name                                   |
| ------------------------------------------- | ------------------------------------------- |
| - USS America (LHA-6) - USS Tripoli (LHA-7) | - USS America (LHA-6) - USS Tripoli (LHA-7) |

### Blue-Ridge-Klasse
| Nach Rumpfnummer                               | Nach Name                                      |
| ---------------------------------------------- | ---------------------------------------------- |
| - Blue Ridge (LCC-19) - Mount Whitney (LCC-20) | - Blue Ridge (LCC-19) - Mount Whitney (LCC-20) |

### Harpers-Ferry-Klasse
| Nach Rumpfnummer                                                                            | Nach Name                                                                                   |
| ------------------------------------------------------------------------------------------- | ------------------------------------------------------------------------------------------- |
| - Harpers Ferry (LSD-49) - Carter Hall (LSD-50) - Oak Hill (LSD-51) - Pearl Harbor (LSD-52) | - Carter Hall (LSD-50) - Harpers Ferry (LSD-49) - Oak Hill (LSD-51) - Pearl Harbor (LSD-52) |

### San-Antonio-Klasse
| Nach Rumpfnummer | Nach Name |
| --- | --- |
| - San Antonio(LPD-17) - New Orleans(LPD-18) - Mesa Verde (LPD-19) - Green Bay(LPD-20) - New York(LPD-21) - San Diego(LPD-22) - Anchorage (LPD-23) - Arlington (LPD-24) - Somerset(LPD-25) - John P. Murtha(LPD-26) - Portland(LPD-27) - Fort Lauderdale(LPD-28) - Richard M. McCool Jr.(LPD-29) | - Anchorage (LPD-23) - Arlington (LPD-24) - Fort Lauderdale(LPD-28) - Green Bay(LPD-20) - John P. Murtha(LPD-26) - Mesa Verde (LPD-19) - New Orleans(LPD-18) - New York(LPD-21) - Portland(LPD-27) - Richard M. McCool Jr.(LPD-29) - San Antonio(LPD-17) - San Diego(LPD-22) - Somerset(LPD-25) |

### Wasp-Klasse
| Nach Rumpfnummer | Nach Name |
| --- | --- |
| - Wasp (LHD-1) - Essex (LHD-2) - Kearsarge (Schiff, 1993) (LHD-3) - Boxer (LHD-4) - Bataan (LHD-5) - Iwo Jima (LHD-7) - Makin Island (LHD-8) | - Bataan (LHD-5) - Boxer (LHD-4) - Essex (LHD-2) - Iwo Jima (LHD-7) - Kearsarge (Schiff, 1993) (LHD-3) - Makin Island (LHD-8) - Wasp (LHD-1) |

### Whidbey-Island-Klasse
| Nach Rumpfnummer | Nach Name |
| --- | --- |
| - Whidbey Island (LSD-41) - Germandtown (LSD-42) - Fort McHenry (LSD-43) - Gunston Hall (LSD-44) - Comstock (LSD-45) - Tortuga (LSD-46) - Rushmore (LSD-47) - Ashland (LSD-48) | - Ashland (LSD-48) - Comstock (LSD-45) - Fort McHenry (LSD-43) - Germandtown (LSD-42) - Gunston Hall (LSD-44) - Rushmore (LSD-47) - Tortuga (LSD-46) - Whidbey Island (LSD-41) |

## Im Bau

### America-Klasse
| Nach Rumpfnummer           | Nach Name                  |
| -------------------------- | -------------------------- |
| - USS Bougainville (LHA-8) | - USS Bougainville (LHA-8) |

## Inaktiv

### Austin-Klasse
| Nach Rumpfnummer | Nach Name |
| --- | --- |
| - USS Austin (LPD-4) - USS Ogden (LPD-5) - USS Duluth (LPD-6) - USS Cleveland (LPD-7) - USS Dubuque (LPD-8) - USS Denver (LPD-9) - USS Juneau (LPD-10) - USS Coronado (LPD-11) - USS Shreveport (LPD-12) - USS Nashville (LPD-13) - USS Trenton (LPD-14) - USS Ponce (LPD-15) | - USS Austin (LPD-4) - USS Cleveland (LPD-7) - USS Coronado (LPD-11) - USS Denver (LPD-9) - USS Dubuque (LPD-8) - USS Duluth (LPD-6) - USS Juneau (LPD-10) - USS Nashville (LPD-13) - USS Ogden (LPD-5) - USS Ponce (LPD-15) - USS Shreveport (LPD-12) - USS Trenton (LPD-14) |

### Iwo-Jima-Klasse
| Nach Rumpfnummer | Nach Name |
| --- | --- |
| - Iwo Jima (LPH-2) - Okinawa (LPH-3) - Guadalcanal (LPH-7) - Guam (LPH-9) - Tripoli (LPH-10) - New Orleans (LPH-11) - Inchon (LPH-12) | - Guadalcanal (LPH-7) - Guam (LPH-9) - Inchon (LPH-12) - Iwo Jima (LPH-2) - New Orleans (LPH-11) - Okinawa (LPH-3) - Tripoli (LPH-10) |

### Raleigh-Klasse
| Nach Rumpfnummer                                         | Nach Name                                                |
| -------------------------------------------------------- | -------------------------------------------------------- |
| - Raleigh (LPD-1) - Vancouver (LPD-2) - La Salle (LPD-3) | - La Salle (LPD-3) - Raleigh (LPD-1) - Vancouver (LPD-2) |

### Tarawa-Klasse
| Nach Rumpfnummer                                                                           | Nach Name                                                                                  |
| ------------------------------------------------------------------------------------------ | ------------------------------------------------------------------------------------------ |
| - Tarawa (LHA-1) - Saipan (LHA-2) - Belleau Wood (LHA-3) - Nassau (LHA-4) - Peleiu (LHA-5) | - Belleau Wood (LHA-3) - Nassau (LHA-4) - Peleiu (LHA-5) - Saipan (LHA-2) - Tarawa (LHA-1) |

### Wasp-Klasse
| Nach Rumpfnummer           | Nach Name                  |
| -------------------------- | -------------------------- |
| - Bonhomme Richard (LHD-6) | - Bonhomme Richard (LHD-6) |